# Warwick (village, New York)
Pour les articles homonymes, voir Warwick.
Warwick est un village du comté d'Orange, dans l'État de New York, aux États-Unis,. En 2010, il comptait une population de 6 731 habitants.

## Démographie
Lors du recensement de 2010, le village comptait une population de 6 731 habitants, tandis qu'elle est estimée à 6 775 habitants, en 2019.